# Antonius Svensson
Hjalmar Antonius Svensson, född 3 juni 1886 på gården Smedhagen i Gunnarsbol, By socken, nuvarande Säffle kommun, Värmlands län, död 3 december 1922 i Gunnarsbol var en svensk målare, tecknare och konsthantverkare.
Han var son till hemmansägaren och nämndemannen Anders Peter Svensson och Augusta Maria Nilsson. Svensson arbetade en kortare tid som yrkesmålare samtidigt som han studerade vid Tekniska skolan i Karlstad. Först 1906 fick han undervisning i konstnärligt måleri vid Sifhällaskolan i Säffle där han handleddes av Otto Hesselbom. Hans utbildning bestod först i att kopiera andra målares verk innan han fick påbörja skapandet av egna kompositioner. Med hjälp av Hesselbom som försökte lyfta Svenssons namn hos tänkbara mecenater kunde han på 1910-talet studerade han några år vid Göteborgs Musei-, rit- och målarskola och bedrev självstudier under fotvandringar och cykelturer genom Värmland. Han utsträckte sina vandringar till Köpenhamn 1910 och cykelturer till Norge 1920. Han reste 1921 tillsammans med en studiekamrat från Göteborgs målarskola till Paris där de delade ateljé, målade och umgicks i konstnärskretsarna. Kort efter ankomsten drabbades han av tyfoidfeber som övergick i tbc och han måste återvända till Sverige. Han avled en kort tid efter återkomsten i lungsot. Hans konstnärsgärning blev bara en början och hann inte bilda en egen profil i sitt skapande och många av hans verk bär spår av Hesselbom och från lärarna vid Valands. Hans konst består huvudsakligen av landskapsbilder från Värmland, Köpenhamn och Norge utförda i olja enligt den nationalromantisk tradition. Utöver måleriet hade han för övrigt andra konstnärliga talanger han tillverkade möbler och han smidde järnföremål.  
Dalslands konstmuseum i Upperud arrangerade en utställning år 2000 med några privatägda verk av Svensson. 2008 genomfördes en minnesutställning på Von Echstedtska gården, de tavlorna bär ett släktskap med såväl Otto Hesselbom och Gustaf Fjæstad som Toulouse Lautrec enligt intendent Käthy Nilsson.